# Högsätra

Högsätra är en anläggning på södra Lidingö, ursprungligen tänkt för samhällsservice för alla åldrar, med skola, idrottsfaciliteter, vårdenheter, apotek m.m. Högsätraanläggningen ligger i sin tur det större området Gångsätra. I direkt anslutning till Högsätraanläggningen ligger ett lägenhetsområde med gula femvåningshus och lägre gröna tvåvåningshus. Bland annat kopplat till namngivningen på vägarna i området (Högsätravägen) har det ibland uppfattats som att lägenhetsområdet också skulle kallas Högsätra, vilket är inkorrekt. Namnet Högsätra, som etymologiskt betyder "högre belägen äng", kommer från området med tre 1800-talsvillor som är belägna på den södra delen av den högrygg där Högsätraanläggningen ligger sedan mitten av 1970-talet.

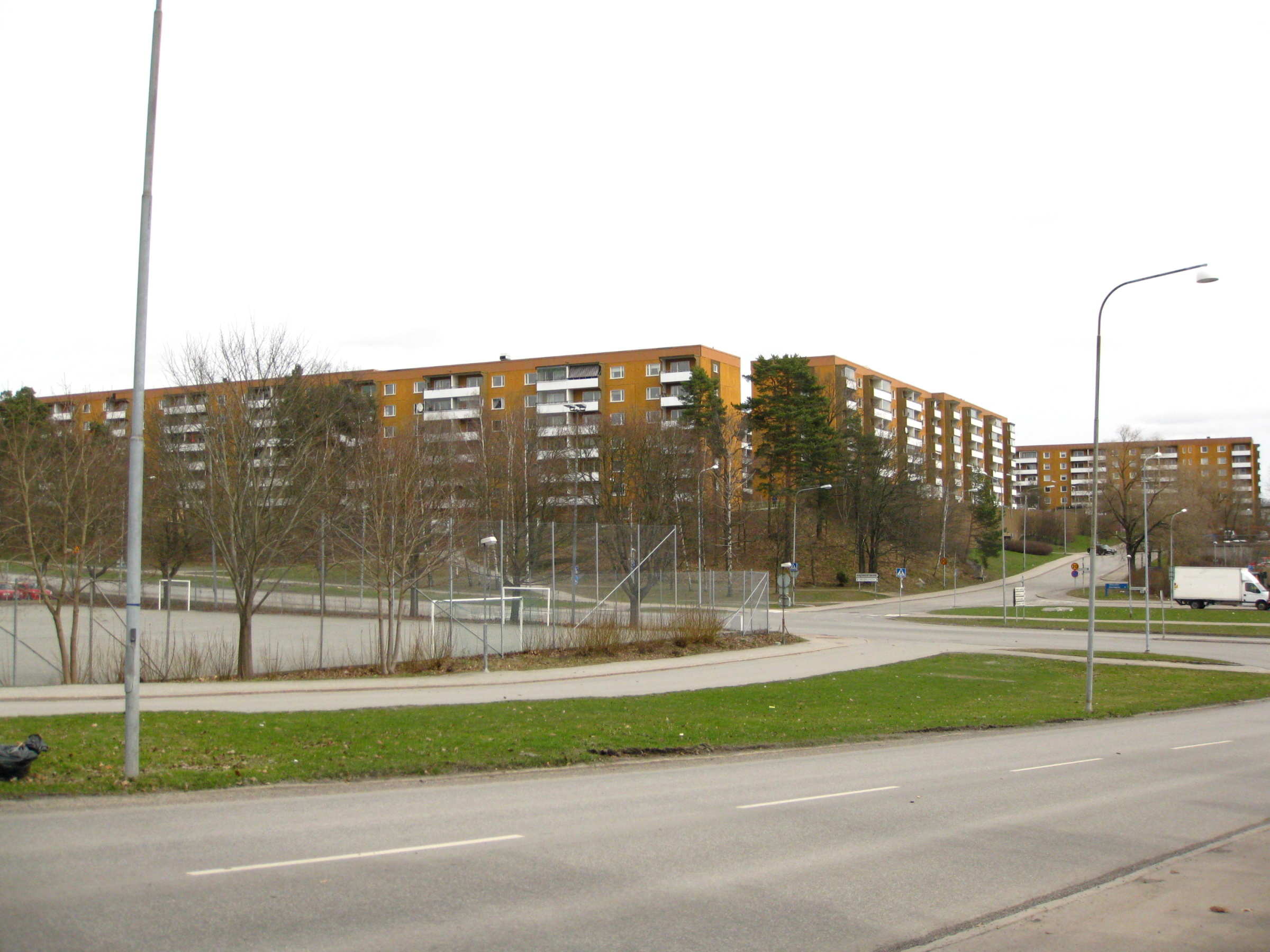
Gångsätra (från sydväst)
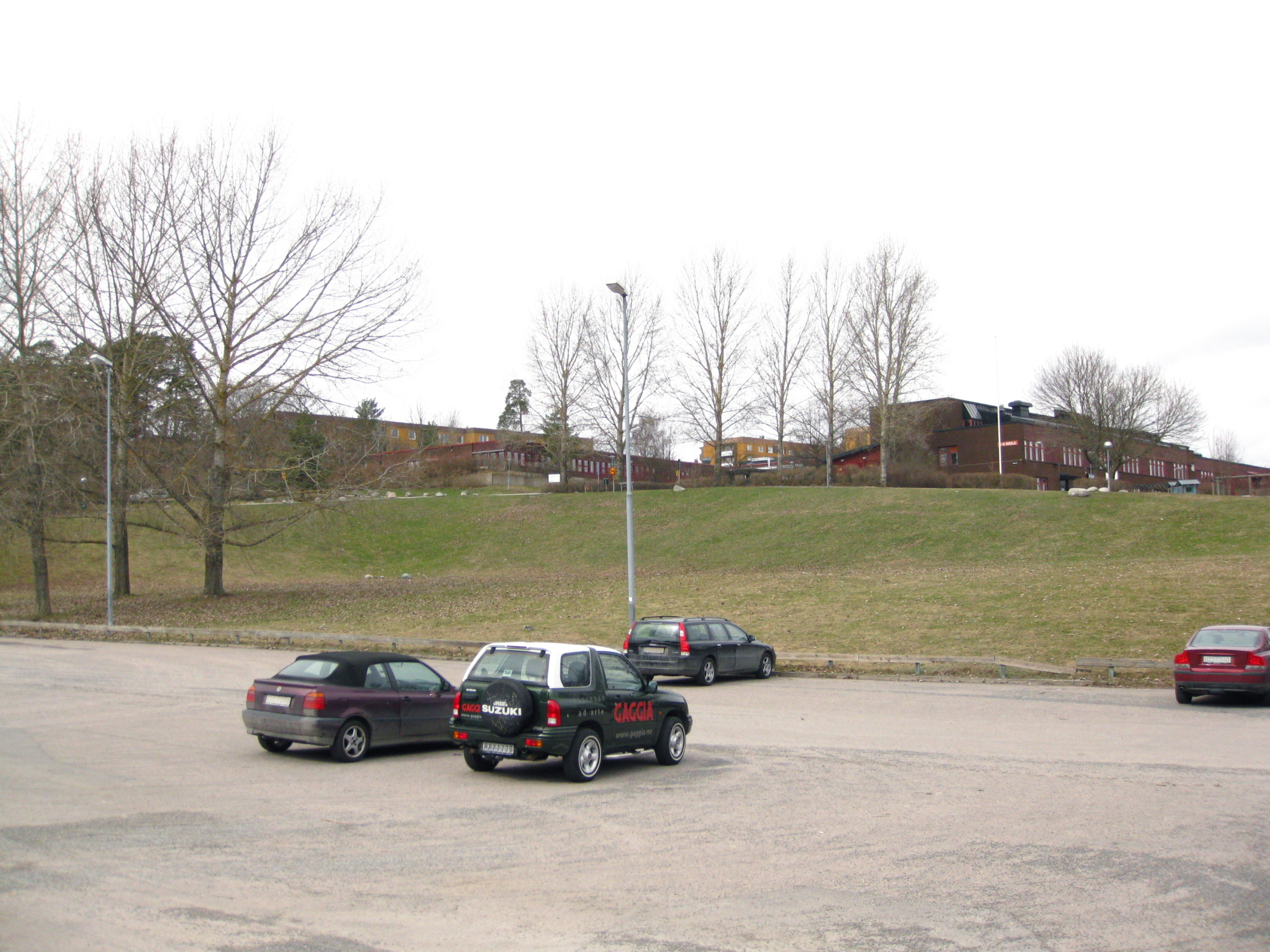
Högsätra skola (från sydost)
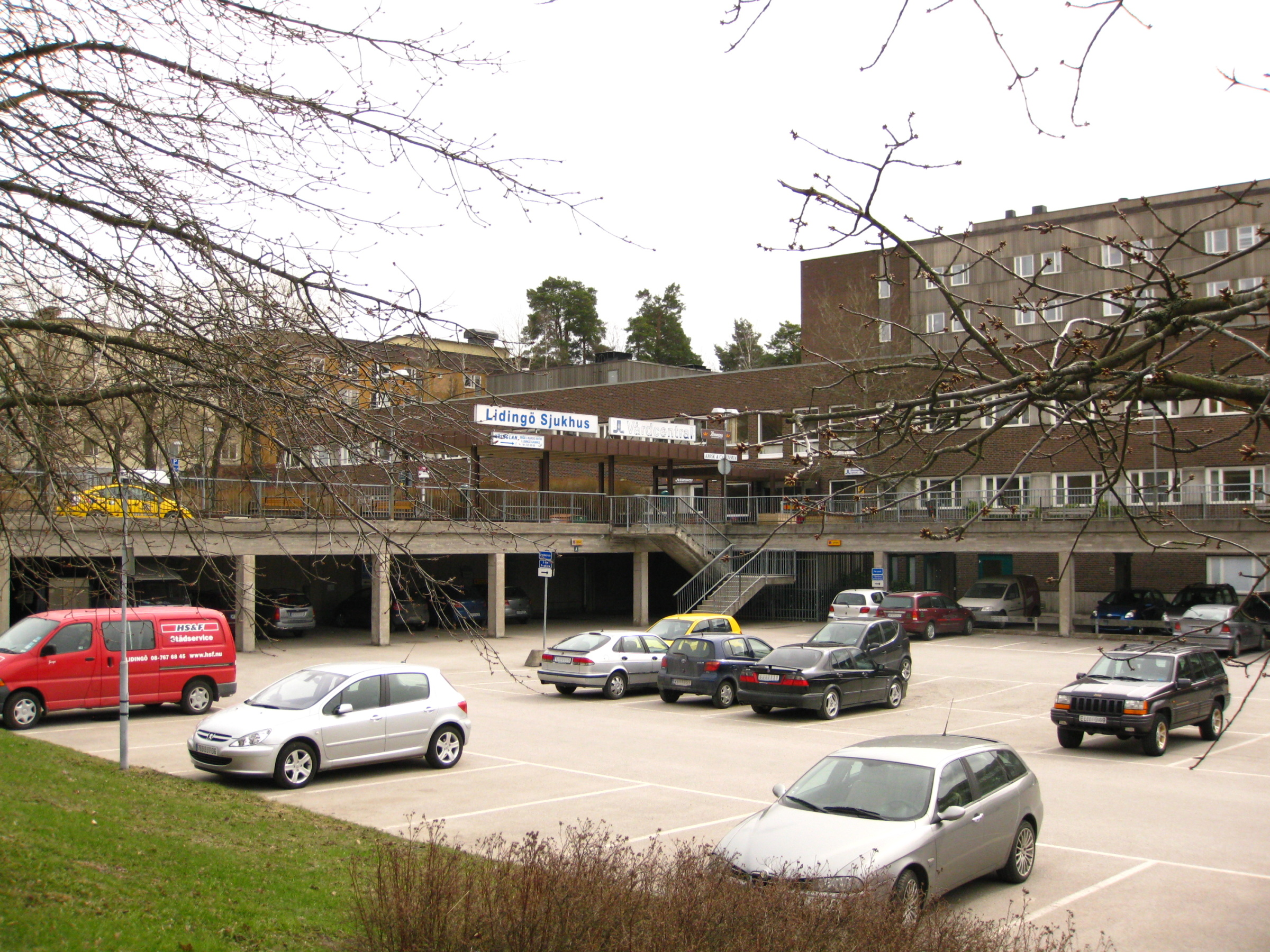
Högsätraanläggningen med Lidingö sjukhus